# Inminban
L'inminban (인민반, « unité de voisinage » ou « unité populaire ») est une sorte de comité de voisinage présent en Corée du Nord. Chaque inminban regroupe environ 20 à 40 foyers, et tient des réunions une ou deux fois par semaine. Tous les Nord-Coréens font partie d'un inminban.

## Histoire
Le réseau inminban est établi à la fin des années 1960. Toutes les femmes nord-coréennes qui n'ont pas de travail à plein temps sont requises pour participer à des activités de l'inmiban, qui comprennent le nettoyage de toilettes publiques, l'entretien du quartier, la fabrication de petits objets à la maison et, occasionnellement, aller à la campagne pour aider aux champs. Cela rend alors les femmes sans emploi presque aussi occupées que celles avec des emplois et contribue à une participation féminine élevée dans la main-d'œuvre de la Corée du Nord. À la fin des années 1960, les femmes nord-coréennes avec un travail reçoivent une ration de riz de 700 grammes par jour, tandis que celles participant aux inminbans au lieu d'avoir un emploi ne reçoivent que 300 grammes.

## Structure
Un inminban typique se compose de 25 à 50 familles et est défini par la proximité résidentielle. Par exemple, un inminban peut être composé par toutes les familles partageant un escalier commun dans un grand immeuble. Chaque inminban est dirigé par un fonctionnaire, généralement une femme d'âge moyen, connue sous le nom d'inminbanjang (« chef d'unité populaire »). Elles reçoivent généralement une petite allocation pour leur travail, ainsi que des rations alimentaires supplémentaires.
Le système inminban ne fait pas officiellement partie de l'appareil de sécurité nord-coréen mais le soutient. Tous les membres des inminbans doivent se surveiller mutuellement en ce qui concerne les activités criminelles mais surtout envers la désobéissance politique. Les inminbanjang se réunissent régulièrement avec les autorités du parti, et leur rapportent tout mauvais comportement ou le moindre soupçon de déviance, par exemple une hausse du niveau de vie ou des allées et venues inhabituelles. Le comité populaire du bureau de district local supervise son travail et lui transmet les directives du Parti du travail de Corée,.
Certains experts affirment que la crise économique nord-coréenne et la famine qui s'ensuivit dans les années 1990 ont laissé la Corée du Nord incapable d'indemniser les fonctionnaires tels que les inminbanjang, réduisant leur motivation à aider l'État à maintenir un contrôle de la société. Les inminbanjang sont considérés comme un soutien important de l'appareil de sécurité nord-coréen, mais sont peut-être moins motivés et plus diligents qu'ils ne l'étaient autrefois.